# Hobro kommun
Hobro kommun var fram till kommunreformen 2007 en kommun i Nordjyllands amt i Danmark. Kommunen är numera en del av Mariagerfjords kommun. Kommunens huvudort var Hobro.